# Jan Stankiewicz
Jan "Jas" Stankiewicz, född 24 april 1969 i Lunds Allhelgonaförsamling, är en svensk tidigare handbollsmålvakt. Han spelade 83 landskamper för Sveriges landslag mellan åren 1992 och 1999, och var om att ta VM-silver 1997 och EM-guld 1998. Den sistnämnda framgången ledde till att laget tilldelades Bragdguldet 1998.
Jan Stankiewicz är far till Thea och Ebbe, som båda spelar handboll på elitnivå utomlands i Toulon respektive Sønderjyske.

## Klubbar
- Lugi HF (1988–1990)
- IFK Kristianstad (1990–1991)
- Norrøna IL (1991–1993)
- Irsta HF (1993–1995)
- Lugi HF (1995–1997)
- Runar IL (1997–1999)
- VfL Gummersbach (1999–2003)
- Pfadi Winterthur (2003–2005)
- FyllingenBergen (2005–2007, 2009–2011, 2013, 2019)